# Gertrude Joch Robinson
Gertrude Joch Robinson (* 15. November 1927 in Hamburg) ist eine deutsch-kanadische Kommunikationswissenschaftlerin. Sie emigrierte nach dem Zweiten Weltkrieg nach Amerika und lebt seit 1970 in Kanada. Sie entwickelte die von David Manning White initiierte Gatekeeperforschung weiter. Ein Schwerpunkt ihrer Forschung ist die Journalismusforschung unter dem Aspekt der Gender Studies. Sie war eine der ersten Frauen an der McGill-Universität und gehört zu den Pionierinnen der Gender Studies.

## Leben

### Nationalsozialismus und Emigration
Gertrude Joch Robinson (geb. Joch) wurde als Tochter der Amerikanerin Sarah Blaisdel und dem Deutschen Friedrich Joch zwischen dem Ersten und dem Zweiten Weltkrieg in Hamburg geboren. Gertrude Joch Robinson wuchs zweisprachig auf. Die Schule, die Gertrude Joch Robinson besuchte, wurde während des Zweiten Weltkriegs zu einem Kriegslazarett umgestaltet, daher war es ihr und anderen Schülern nicht mehr möglich, den Unterricht zu besuchen. Ihre Eltern, die Sozialdemokraten waren, wollten Gertrude Joch Robinson dennoch eine Schulbildung ermöglichen und daher organisierten sie gemeinsam mit anderen Eltern einen Philosophie-Professor, der dem nationalsozialistischen Regime fern stand. Somit konnte der Unterricht auf nicht-offizieller Seite weitergeführt werden, während die Schule endgültig außer Betrieb gesetzt wurde. Die Schifffahrtsgesellschaft ihres Vaters hatte bis 1945 aufgrund von Torpedo-Angriffen der Alliierten alle Schiffe verloren. 1946 emigrierte die Familie nach Amerika. Sie hatte die Möglichkeit auf einem Schiff, welches kurz zuvor noch amerikanische Soldaten nach Deutschland zum Kriegsdienst transportierte, von Bremerhaven nach New York zu gelangen.

### Akademische Laufbahn
Ab 1947 studierte Gertrude Joch Robinson am renommierten Swarthmore College, nahe Philadelphia Philosophie und Politikwissenschaft und schloss das Studium mit Auszeichnung ab. Sie schrieb ihre Masterarbeit im Fach Philosophie an der University of Chicago über „The Concept of Verification in Bertrand and Russell“. Anschließend erhielt sie eine Doktorandenstelle an der University of Illinois und schrieb ihre Doktorarbeit über die Nachrichtenselektion in der Nachrichtenagentur TANJUG im damaligen Jugoslawien. 1970 begann ihre dreißigjährige Laufbahn als Professorin für Soziologie an der McGill University in Montreal, Kanada. Dort war sie im Vorstand des „graduate programm in communications“ und leitete das Programm vier Mal als Vorsitzende.
Als sie ihre akademische Laufbahn an der McGill University begann, waren die Umstände für Frauen denkbar schwierig, da es nur fünf Frauen unter 100 Wissenschaftlern gab und der Gender Pay Gap auch in akademischen Kreisen Standard war. Zudem wurden Frauen in akademischen Kreisen oftmals ignoriert oder nicht ernst genommen. Gertrude Joch Robinson und ihren Kolleginnen gelang es, Bewusstsein für diese Problematiken zu schaffen und die Umstände dadurch längerfristig zu verbessern. 1983 wurde sie zur ersten weiblichen Vorsitzenden der Canadian Communication Association, 1987 zur ersten weiblichen Herausgeberin des Canadian Journal of Communication. Zudem hatte sie von 1982 bis 1992 das Amt der Vizepräsidentin der International Association for Media and Communication Research inne. 1999 emeritierte sie an der McGill University, setzte ihre Forschungsarbeiten allerdings fort.

## Forschungsschwerpunkte

### Gatekeeperforschung
Die Gatekeeperforschung wurde 1950 von David Manning White initiiert. Dabei geht es um die Nachrichtenselektion und welche Rolle der Herausgeber dabei spielt. Während ihres Aufenthaltes im damaligen Jugoslawien forschte Gertrude Joch Robinson über die Nachrichtenselektion in der Medienagentur TANJUG. In ihrer Arbeit „25 Jahre Gatekeeperforschung: Eine kritische Rückschau und Bewertung“ übt Gertrude Joch Robinson Kritik an der Annahme von White, dass Gatekeeper nur individualistisch handeln und somit nur auf der individuellen Ebene analysiert werden müsse. Sie unterschied in ihrer Arbeit drei verschiedene Arten der Gatekeeper-Forschung: den individualistischen Ansatz, den institutionellen Ansatz und den kybernetischen Ansatz. Laut Gertrude Joch Robinson Robinson reichen der individualistische und der institutionelle Ansatz nicht aus, um eine aussagekräftige Gatekeeper-Forschung zu betreiben. Sie bevorzugt in ihrer Forschung den kybernetischen Ansatz, der die verschiedenen Ebenen zu einem System vereint, in dem Gatekeeper eher unbewusst als bewusst Nachrichten und Informationen auswählen, die dann im Anschluss veröffentlicht werden.

### Gender Studies
Gertrude Joch Robinson forschte an der McGill University in Montreal zum Thema Gender Studies. Dabei legte sie einen Fokus auf die Journalismusforschung in Kanada. In den 1960er und 1970er Jahren, während der Zweiten Welle des Feminismus, liegt der Anfang der feministischen Kommunikationsforschung, welche sie mitbegründete.
In ihrer Arbeit „Feminist Approaches to Journalism Studies: Canadian Perspectives“ versucht sie die Annahme zu widerlegen, dass weibliche Erfahrungen in Redaktionen rein demographischen Umständen geschuldet sind. Im Zuge dieser Forschung wurden zwei Umfragen im Abstand von 20 Jahren durchgeführt, 1975 und 1995. Die Studie ergab, dass die strukturellen Diskriminierungen in der Zeit zwar abnahmen. Allerdings wurde auch im zweiten Durchgang die ständige Präsenz von sexualisierten Annahmen, wie Familie und Beruf ideal zu vereinbaren sind, erkennbar. Im Zuge dieser Studie unterteilte Gertrude Joch Robinson die Bedeutung von Gender auf drei Ebenen: Gender als klassifizierendes System, Gender als strukturierende Struktur und Gender als Ideologie.

Im Artikel „The Study of Women and Journalism: From Positivist to Feminist Approaches“ bereitet Gertrude Joch Robinson die Entwicklung der Geschlechterforschung auf. Zunächst wird die positivistische Geschlechterforschung beschrieben, die ungerechte und ungleiche Verhältnisse in der Gesellschaft zwar anerkennt und erforscht, bei der das soziale Geschlecht (Gender) aber vom biologischen abhängt. Erst ab 1980 wurde zu der Frage geforscht, was Gender bedeuten kann. Gender wird im Artikel von Gertrude Joch Robinson mit vier möglichen Bedeutungen erklärt. Unter der Annahme, dass Gender etwas ist, das in Gedanken und Handlungen Ausdruck findet, kommt es als „gender assignment“, „gender attribution“, „gender role practices“ oder „gender identity“ zum Tragen. Sie beschreibt diese vier Kategorien folgendermaßen: 
„Among these are gender assignment, which classifies an individual into a gender at birth; gender attribution, which assigns an individual to a gender classification in a social interaction; gender role practices, which refers to behaving like a female and gender identity, which identifies the feelings one has as male or as female.“
Gertrude Joch Robinson betont in diesem Beitrag die Wichtigkeit von Interdisziplinarität im Fach der Kommunikationswissenschaft. Feminismus sollte dort als theoretischer Rahmen ernst genommen und in die Forschung mit einbezogen werden. In der Disziplin und deren Entwicklung spielt Gender laut Gertrude Joch Robinson eine Rolle, zumal Individuen selbst soziale Akteure und „gendered individuals“ sind und ihr eigenes Verhalten unter den genannten Gesichtspunkten überdenken sollten.
Im Allgemeinen kritisiert Gertrude Joch Robinson, dass in der Kommunikationsforschung feministische Forschung oftmals ignoriert wurde, da angenommen wurde, Gender sei ein angeborenes Attribut und kein gesellschaftliches und soziales Konstrukt.

## Resonanz in der Öffentlichkeit
Insgesamt veröffentlichte Gertrude Joch Robinson 42 Werke, darunter 7 Monographien und war bei 120 Publikationen in der Herausgeberschaft. Die Werke und die Publikationen erschienen auf Deutsch, Englisch und Französisch und sind in 1.500 Bibliotheksbeständen zu finden. Zudem gibt es ein Mentoring-Programm der Deutschen Gesellschaft für Publizistik und Kommunikationswissenschaft e.V., welches ihren Namen trägt und der Nachwuchsförderung in diesen Disziplinen dient. 2011 fand der erste Durchgang des Mentoring-Programms statt.

### Veröffentlichungen

#### Artikel in Journals (Auswahl)
- 1970: Foreign news selection is non-linear in Yugoslavia's Tanjug agency. In: Journalism and Mass Communication Quarterly, 47 (2)
- 1977: Tito's maverick media: the politics of mass communications in Yugoslavia. In: Canadian Journal of Communication, 4 (3)
- 1983: Communication Studies in Canada. In: Canadian Journal of Sociology/Cahiers canadiens de sociologie, 8 (4)
- 1988: „Here be dragons“. Problems in charting the US history of communication studies. In: Communication, 10 (2)
- 1995: Politikerinnen in der kanadischen Berichterstattung: Unterschiedliche Geschlechterdiskurse? In: Jahrbuch Arbeit, Bildung, Kultur, Bd. 13

#### Beiträge in Sammelbänden (Auswahl)
- 1973: 25 Jahre Gatekeeper-Forschung. In: Gesellschaftliche Kommunikation und Information
- 1998: Canadian women journalists: The „other half“ of the equation (mit Armande Saint-Jean). In: The Global Journalist. News People around the World
- 2008: Journalism as a symbolic practice: The gender approach in journalism research. In: Global journalism research: theories, methods, findings, future
- 2001: Medienforschung aus Sicht der Sozialwissenschaften unter besonderer Berücksichtigung der Geschlechterforschung. In: Forschungsgegenstand Öffentliche Kommunikation: Funktionen, Aufgaben und Strukturen der Medienforschung.

#### Monographien (Auswahl)
- 1977: Tito’s Maverick Media: Te Politics of Mass Communications in Yugoslavia
- 1980: Women, communication, and careers (mit Marianne Grewe-Partsch)
- 1998: Constructing the Quebec Referendum: French and English Media Voices
- 2005: Gender, journalism, and equity: Canadian, US, and European experiences